# Plecotus kozlovi
Oreillard de Kozlov
Espèce
Synonymes
- Plecotus mordax Thomas, 1926

Statut de conservation UICN

 LC  : Préoccupation mineure
Plecotus kozlovi, l'Oreillard de Kozlov, est une espèce de chauves-souris de la famille des Vespertilionidae.

## Répartition
Cette espèce vit en Mongolie et en Chine.

## Systématique
Le nom valide complet (avec auteur) de ce taxon est Plecotus kozlovi Bobrinskii, 1926.
Plecotus kozlovi a pour synonyme :
- Plecotus mordax Thomas, 1926